# Little Ilford
Little Ilford – dzielnica Londynu, leżąca w gminie Newham. W 2011 dzielnica liczyła 16 633 mieszkańców.